# Andrew Barto
Andrew Gehret Barto (nascido em 1948 ou 1949) é um cientista da computação americano, atualmente professor emérito de ciência da computação na Universidade de Massachusetts Amherst. Barto é mais conhecido por suas contribuições fundamentais ao campo do aprendizado computacional moderno por reforço.

## Início da vida e educação
Andrew Gehret Barto nasceu em 1948 ou 1949. Ele recebeu seu bacharelado com distinção em matemática pela Universidade de Michigan em 1970, depois de se formar inicialmente em arquitetura e engenharia naval. Depois de ler o trabalho de Michael Arbib, Warren Sturgis McCulloch e Walter Pitts, ele se interessou em usar computadores e matemática para modelar o cérebro e, cinco anos depois, recebeu um doutorado em ciência da computação por uma tese sobre autômatos celulares.

## Carreira
Em 1977, Barto ingressou na Faculdade de Ciências da Informação e da Computação da Universidade de Massachusetts Amherst como pesquisador associado de pós-doutorado, foi promovido a professor associado em 1982 e professor titular em 1991. Foi chefe de departamento de 2007 a 2011 e membro do corpo docente do programa de neurociência e comportamento.
Durante esse período na UMass, Barto codirigiu o Laboratório de Aprendizagem Autônoma (inicialmente o Laboratório de Rede Adaptativa), que gerou várias ideias-chave na aprendizagem por reforço. Richard Sutton, com quem foi coautor do influente livro Reinforcement Learning: An Introduction (MIT Press 1998; 2ª edição 2018), foi seu aluno de doutorado.

### Aprendizagem por reforço
Quando Barto começou na UMass, se juntou a um grupo de pesquisadores que tentavam explorar o comportamento dos neurônios no cérebro humano como base para a inteligência humana, um conceito que havia sido desenvolvido pelo cientista da computação A. Harry Klopf. Barto foi acompanhado por seu aluno de doutorado, Sutton, no uso da matemática para aprofundar o conceito e usá-lo como base para a inteligência artificiak, que ficou conhecido como aprendizagem por reforço e passou a se tornar uma parte fundamental das técnicas de inteligência artificial.
Barto e Sutton usaram o processo de decisão de Markov (PDM) como base matemática para explicar como os agentes (entidades algorítmicas) tomavam decisões em um ambiente estocástico ou aleatório, recebendo recompensas ao final de cada ação. A teoria tradicional do PDM pressupunha que os agentes conheciam todas as informações sobre os PDMs na tentativa de maximizar suas recompensas cumulativas. As técnicas de aprendizagem por reforço de Barto e Sutton permitiram que tanto o ambiente como as recompensas fossem desconhecidos e, assim, permitiram que esta categoria de algoritmos fosse aplicada a uma vasta gama de problemas.
Barto construiu um laboratório na UMass Amherst para desenvolver ideias sobre aprendizagem por reforço enquanto Sutton retornava ao Canadá. O aprendizado por reforço como tópico continuou a se desenvolver nos círculos acadêmicos até que uma de suas primeiras grandes aplicações no mundo real viu o programa AlphaGo do Google, construído sobre esse conceito, derrotando o então campeão humano prevalecente. Barto e Sutton foram amplamente creditados e aceitos como pioneiros da aprendizagem por reforço moderna, sendo a técnica em si fundamental para o boom da IA moderna.
Barto publicou mais de cem artigos ou capítulos em periódicos, livros e anais de conferências e workshops. Ele é coautor com Richard Sutton do livro Reinforcement Learning: An Introduction, MIT Press 1998 (2ª edição 2018), e coeditor com Jennie Si, Warren Powell e Don Wunch II do Handbook of Learning and Approximate Dynamic Programming, Wiley-IEEE Press, 2004.

## Prêmios e honrarias
Barto é membro da Associação Americana para o Avanço da Ciência, membro sênior do IEEE e membro da Associação Americana de Inteligência Artificial e da Sociedade de Neurociência.
Barto foi galardoado com o UMass Neurosciences Lifetime Achievement Award em 2019, o IEEE Neural Network Society Pioneer Award em 2004 e o Prêmio IJCAI por Excelência em Pesquisa em 2017. A sua citação para este último dizia: “O Professor Barto é reconhecido pela sua investigação inovadora e impactante tanto na teoria como na aplicação da aprendizagem por reforço."
Em 2025, ele recebeu o Prêmio Turing da Association for Computing Machinery junto com seu ex-aluno de doutorado Richard S. Sutton por seu trabalho em aprendizagem por reforço; a citação do prêmio dizia: "Por desenvolver os fundamentos conceituais e algorítmicos da aprendizagem por reforço."